# Oliver Wallace
Oliver George Wallace (ur. 6 sierpnia 1887 w Londynie, zm. 15 września 1963 w Los Angeles) – brytyjski kompozytor muzyki filmowej i dyrygent, znany jako twórca ścieżek dźwiękowych do filmów Disneya.
Po ukończeniu szkoły muzycznej w 1904 wyjechał do USA. Dyrygował orkiestrą teatru i tworzył muzykę do niemych filmów. W 1936 dołączył do Disney Studios i stał się jednym z czołowych kompozytorów muzyki do filmów tej wytwórni. Początkowo pisał muzykę do krótkich filmów z Kaczorem Donaldem, Myszką Miki i Goofym, a w 1941 wraz z Frankiem Churchillem skomponował ścieżkę dźwiękową do pełnometrażowego filmu Dumbo, za którą w 1942 otrzymał Oscara. W 1942 napisał muzykę do satyrycznej kreskówki Der Fuehrer’s Face z Kaczorem Donaldem; później tytułowa piosenka została sparodiowana m.in. przez Spike’a Jonesa.

## Filmografia
kompozytor
- Clock cleaners (1937)
- Self Control (1938)
- Dumbo (1941)
- Der Fuehrer’s Face (1942)
- Kopciuszek (1950)
- Alicja w krainie czarów (1951)
- Piotruś Pan (1953)
- Zakochany kundel (1955)